# Radioatividade induzida

## Radioatividade induzida
A radioatividade induzida  , também chamada  de radioatividade artificial  , é o processo de usar  radiação  para tornar radioativo um material previamente estável.
O time de marido e mulher Irène Joliot-Curie e Frédéric Joliot-Curie descobriram a radioatividade em 1934 e compartilharam o Prêmio Nobel de Química de 1935 por sua descoberta. Irène Curie começou sua pesquisa com seus pais, Marie e Pierre Curie, estudando a radioatividade natural encontrada em isótopos radioativos. Irène afastou-se da pesquisa original dos Curies a fim de estudar a transformação de isótopos estáveis em isótopos radioativos por meio do bombardeamento de material estável com partículas alfa (denotadas α). O casal Joliot-Curie mostrou que, quando elementos mais leves, como o boro e o alumínio, eram bombardeados com partículas α, eles continuavam a emitir radiação mesmo após o término do bombardeamento. Foi demonstrado, então, que a radiação α consiste em partículas que possuem uma unidade de carga positiva com massa equivalente à de um elétron, hoje conhecido como positron.
Ativação de nêutron é a principal forma de radioatividade induzida. Isto ocorre quando um núcleo atômico captura um ou mais nêutrons livres. Esse novo isótopo mais pesado pode ser estável ou instável (radioativo), dependendo do elemento químico envolvido. Pois, nêutrons se desintegram em poucos minutos fora de um núcleo atômico, nêutrons livres podem ser obtidos apenas por decaimento de núcleos atômicos, reação nuclear e interações de alta energia, tais como radiação cósmica ou emissões de aceleradores de partículas. Nêutrons que tenham sido desacelerados através de um moderador de nêutrons (reator de nêutrons térmicos) são mais prováveis de serem capturados por núcleos do que nêutrons acelerados.
Uma forma menos comum de radioatividade induzida resulta da redução de um nêutron por fotodesintegração. Nessa reação, um fóton de alta energia (raio gama) acerta o núcleo com uma energia superior a energia de vínculo do núcleo, fazendo com que um nêutron seja expelido. Essa reação libera no mínimo 2 Mev (Deutério) e cerca de 10 Mev para núcleos mais pesados. Muitos isótopos suscetíveis de decaimento (sinônimo de radioisótopo), não emitem raios com a energia necessária para induzir esta reação, um bom exemplo disso são os isótopos usados na alimentação, como cobalto-60 e césio-137, que possuem energia de decaimento inferior à necessária a emitir radiação, portanto não conseguem induzir a radioatividade na comida. As condições dentro de certos tipos de reatores nucleares com alto fluxo de nêutrons podem induzir radioatividade. Os componentes desses reatores podem se tornar altamente radioativos a partir da radioatividade à qual são expostos. Radioatividade induzida aumenta a quantidade de resíduo nuclear que eventualmente deve ser descartado, mas não é referida como contaminação radioativa, a menos que seja descontrolada. Outras pesquisas feitas por Irène e Frédéric Joliot-Curie originaram técnicas modernas para o tratamento de vários tipos de câncer.

## Trabalho de Ștefania Mărăcineanu
Após a Primeira Guerra Mundial, com apoio de Constantin Kirițescu, Ștefania Mărăcineanu obteve uma colaboração que a permitiu viajar para Paris para aprofundar seus estudos. Em 1919, ela realizou um curso sobre radioatividade na Sorbonne com Marie Curie. Posteriormente, fez pesquisa com Curie no Instituto Curie até 1926. Ela recebeu seu doutorado. No Instituto, Mărăcineanu pesquisou sobre a meia-vida do polônio e inventou métodos para medir o decaimento alfa. Esse trabalho a levou a crer que isótopos radioativos poderiam ser formados a partir de átomos como resultado da exposição aos raios alfa do polônio, uma observação que levaria ao prêmio Nobel do casal Joliot-Curie em 1935. Em 1935, Frédéric e Irène Joliot-Curie (n.r. - filha dos cientistas Pierre Curie e Marie Curie) ganharam o Prêmio Nobel pela descoberta da radioatividade artificial, embora todos os dados mostrem que Mărăcineanu foi a primeira a fazê-lo. De fato, Stefania Mărăcineanu expressou sua consternação pelo fato de Irène Joliot-Curie ter usado grande parte das suas observações de trabalho sobre a radioatividade artificial, sem mencioná-las. Mărăcineanu afirmou publicamente que descobriu a radioatividade artificial durante seus anos de pesquisa em Paris, como evidenciado por sua tese de doutorado, apresentada mais de 10 anos antes. “Mărăcineanu escreveu para Lise Meitner em 1936, expressando sua decepção, que Irène Joliot-Curie, sem seu conhecimento, usou muito da sua pesquisa, especialmente aquilo relacionado à radioatividade artificial, no seu trabalho”, esse trecho é mencionado no livro A devotion to their science: Pioneer woman of radioactivity.

## Ligações  externas
1. Fassò, Alberto; Silari, Marco; Ulrici, Luisa (October 1999). Predicting Induced Radioactivity at High Energy Accelerators (PDF). Ninth International Conference on Radiation Shielding, Tsukuba, Japan, October 17–22, 1999. Stanford, CA: SLAC National Accelerator Laboratory, Stanford University. SLAC-PUB-8215. Retrieved December 10, 2018.
2. "Irène Joliot-Curie: Biographical". The Nobel Prize. n.d. Retrieved December 10, 2018.
3. "Irène Joliot-Curie and Frédéric Joliot". Science History Institute. Retrieved 21 March 2018.
4. Marilyn Bailey Ogilvie; Joy Dorothy Harvey (2000). The Biographical Dictionary of Women in Science: L-Z. Taylor & Francis. p. 841.
5. brahim Dincer; Călin Zamfirescu (2011). Sustainable Energy Systems and Applications